# 科林
科林（英語：Colin Ng，1987年2月16日—），本名吳浩賢，香港电台节目主持人，小時候就讀聖公會基心小學，2006年加入新城電台，直至2016年。
2015年，二次創作杜如風的節目《東京攻略》，於網上發放其「東征攻略」，廣為人知，由於樣子酷似歌手吳國敬，迅速成為網絡紅人。
2016年5月，加入香港商業電台與少爺占、Donald、豪子、Jacky主持《聖艾粒忌廉夜校》。但不足一年後，於2017年3月3日主持其最後一次節目後離開商台。
2017年11月18日求婚，並於同日註冊結婚。求婚時動用道具救護車及演員飾演救護員，向未婚妻訛稱於尖東撞車，到場後發現扮演"傷者"為歌手吳國敬。完成求婚儀式，科林隨即表示已於Hotel Icon 訂場舉辦婚禮，由求婚至完婚，一日內完成。
現為網絡KOL（網紅）, 並為Viutv晚吹啪啦Partner的主持之一。

## 現正主持電台節目
- D100香港台
  - 《D100上綱上線》（2024年）

## 曾主持電台節目
- 新城知訊台（2008年之前為新城娛樂台）
  - 《聯Fan所》（2005年－2007年）
  - 《卡拉O！BABE》（2005年起加入，至2007年12月末）
  - 《卡拉O！FACE》（2008年1月2日至2009年3月20日）
  - 《百萬U.S.B.》（2011年1月17日-2016年1月7日）
  - 《越夜越音樂》（2007年-2012年）
  - 《星期日大菠蘿》（2007年-2013年）
- 新城數碼音樂台
  - 《別注瀛人》（2013年-2014年）
- 商業二台
  - 《聖艾粒忌廉夜校》（2016年5月16日至2017年3月3日）

## 其他

### 歌曲
- 2012年：《So Let Me》（網絡歌曲）、《Honey》（網絡歌曲）、《週結論》

### 演出
- 2012年：《傻豬豬你愛我什麼》（網絡電影）
- 2015年至2017年： TVB 精明生活派
- 2019年至今： Viu TV 晚吹—-啪啪Partner

## 外部連結
- 科林的新浪微博
- 科林的Facebook專頁